# Velika opera
Velika opera (fr. grand opéra) je oznaka za francosko romantično resno opero v štirih ali petih dejanjih, navadno z zgodovinsko ali heroično snovjo. Poudarek je na zunanjem, vidnem dogajanju (množični prizori, slavnostni sprevodi, balet ...). Utemeljitelj velike opere je skladatelj Daniel Auber leta 1828. Med ustvarjalce pa so se zapisali tudi predvsem tisti italijanski skladatelji, ki so ustvarjali v Parizu. Vrh je velika opera dosegla v letih 1828 - 1850.
Med libretisti je pomemben zlasti dramatik Eugène Scribe.

## Pomembni skladatelji in opere
- Daniel François Esprit Auber
  - Nema deklica iz Porticija (1828)
- Giacomo Meyerbeer
  - Robert hudič (1831), Hugenoti (1836), Prerok (1849)
- Jacques Fromental Halévy
  - Židinja (1835)
- Gioacchino Rossini
  - Viljem Tell (1829)
- Gaetano Donizetti
  - Favoritinja (1840), Don Sebastjan Portugalski (1843)